# لوییز دومانچه‌ای مونتانر
لوییز دومانچه‌ای مونتانر (به اسپانیایی: Lluís Domènech i Montaner) (زاده ۲۱ دسامبر ۱۸۵۰ - درگذشت ۲۷ دسامبر ۱۹۲۳) معمار اهل کاتالونیا اسپانیا است که تاثیر زیادی بر مدرنیزمه کاتالا و حرکت هنر نو داشت.
وی در بارسلون چشم به جهان گشود. در ابتدا در رشته فیزیک و علوم طبیعی تحصیل می‌کرد اما خیلی زود به معماری تغییر رشته داد. از آثار معروف او می‌توان به قصر موسیقی کاتالان و بیمارستان سنت پائول اشاره کرد.

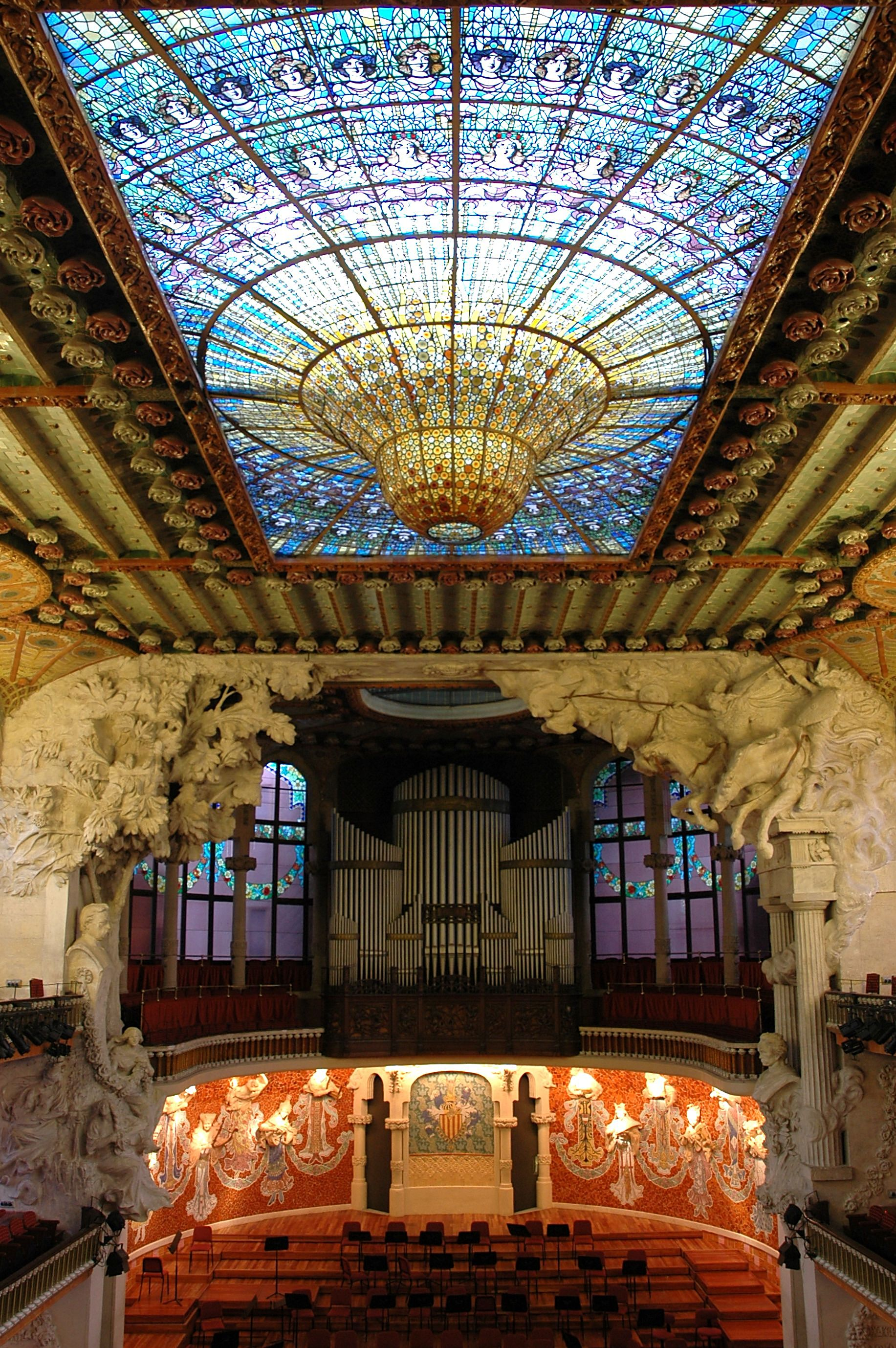
قصر موسیقی کاتالان